# Ark Hills Sengokuyama Mori Tower
L'Ark Hills Sengokuyama Mori Tower est un gratte-ciel de 206,7 mètres construit en 2012 à Tokyo au Japon. 